# Fobello
Fobello là một đô thị ở tỉnh Vercelli trong vùng Piedmont thuộc Ý, có cự ly khoảng 100 km về phía đông bắc của Torino và khoảng 70 km về phía tây bắc của Vercelli. Tại thời điểm ngày 31 tháng 12 năm 2004, đô thị này có dân số 246 người và diện tích là 29,3 km².
Fobello giáp các đô thị: Bannio Anzino, Carcoforo, Cervatto, Cravagliana, Rimasco, Rimella, và Rossa.
The famous automotive engineers Vincenzo Lancia (1881-1937) and his son Gianni Lancia (1924-) were from Fobello.